# Kompaspaal
Een kompaspaal is een paal waaraan schepen werden gebonden om het kompas te kalibreren. Het schip werd dan om de paal heen gevaren op vastgestelde koersen om op deze wijze de stuurtafel vast te stellen. Hierop werden de afwijkingen van het kompas bij de diverse voorliggende koersen van het schip genoteerd.